# Chlosyne ehrenbergii
Chlosyne ehrenbergii is een vlinder uit de familie Nymphalidae. De wetenschappelijke naam van de soort is voor het eerst geldig gepubliceerd in 1833 door Carl Geyer.